# Merenius simoni
Merenius simoni är en spindelart som beskrevs av Roger de Lessert 1921. Merenius simoni ingår i släktet Merenius och familjen flinkspindlar. Inga underarter finns listade i Catalogue of Life.